# كريستينا كيم
كريستينا كيم (بالإنجليزية: Christina Kim)‏ وهي لاعبة غولف أمريكية ولدت في يوم 15 مارس 1984 في مدينة سان هوزيه، كاليفورنيا في الولايات المتحدة وهي محترفة في منظمة سيدات الغولف المحترفة وفي جولة سيدات أوروبا.

## روابط خارجية
- كريستينا كيم على موقع رابطة لاعبات الغولف المحترفات (الإنجليزية)